# Bistrica pri Tržiču
Bistrica pri Tržiču (IPA: [ˈbiːstɾitsa pɾi təɾˈʒiːtʃu], in tedesco Feistritz ) è un insediamento (naselje) di 3 187 abitanti, della municipalità di Tržič nella regione statistica dell'Alta Carniola in Slovenia.

## Origine del nome
Il nome dell'insediamento è stato cambiato da Bistrica a Bistrica pri Tržiču nel 1953.

## Monumenti e luoghi d'interesse
A nord-est dell'insediamento si trova una chiesa dedicata a san Giorgio, in stile barocco del XV secolo.